# Landtagswahlkreis Soest II
Der Landtagswahlkreis Soest II ist ein Landtagswahlkreis in Nordrhein-Westfalen. Er umfasst die Gemeinden Anröchte, Erwitte, Geseke, Lippstadt, Rüthen und Warstein. Das Gebiet besteht seit der Landtagswahl 1980 in dieser Form, Ausnahme bildet die Gemeinde Rüthen, welche 2000 und 2005 einem Wahlkreis im Hochsauerlandkreis zugeordnet wurde.

## Landtagswahl 2022
| Landtagswahl in Nordrhein-Westfalen 2022 – WK Soest IIZweitstimmen %50403020100 40,6 %24,8 %14,0 %7,3 %6,7 %1,8 %0,9 %0,9 %0,8 %0,7 %0,2 %1,3 % CDUSPDGrüneFDPAfDLinkeTierschutzBasisPARTEIFWFamilieSonst.Gewinne und Verlusteim Vergleich zu 2017 %p 10 8 6 4 2 0 −2 −4 −6 −8+4,4 %p−6,9 %p+9,1 %p−5,3 %p−0,2 %p−2,5 %p+0,9 %p+0,9 %p+0,3 %p+0,7 %p+0,2 %p−1,6 %pCDUSPDGrüneFDPAfDLinkeTierschutzBasisPARTEIFWFamilieSonst. |

| Gegenstand der Nachweisung | Gegenstand der Nachweisung | Erst- stimmen | Erst- stimmen | Zweit- stimmen | Zweit- stimmen |
| Bewerber                   | Partei                     | Anzahl        | %             | Anzahl         | %              |
| -------------------------- | -------------------------- | ------------- | ------------- | -------------- | -------------- |
| Wahlberechtigte            | Wahlberechtigte            | 115.130       | 115.130       | 115.130        | 115.130        |
| Wähler                     | Wähler                     | 64.422        | 64.422        | 64.422         | 64.422         |
| Ungültige Stimmen          | Ungültige Stimmen          | 530           | 0,8           |                |                |
| Gültige Stimmen            | Gültige Stimmen            | 63.892        | 99,2          |                |                |
| davon                      |                            |               |               |                |                |
| Jörg Blöming               | CDU                        | 25.738        | 40,3          | 25.973         | 40,6           |
| Jens Behrens               | SPD                        | 17.264        | 27,0          | 15.874         | 24,8           |
| Christof Rasche            | FDP                        | 5.546         | 8,7           | 4.648          | 7,3            |
| Ulrich von Zons            | AfD                        | 4.278         | 6,7           | 4.307          | 6,7            |
| Dagmar Hanses              | GRÜNE                      | 8.217         | 12,9          | 8.938          | 14,0           |
| Nikola Mühlfeld            | DIE LINKE                  | 1.392         | 2,2           | 1.177          | 1,8            |
|                            | PIRATEN                    |               |               | 137            | 0,2            |
|                            | Die PARTEI                 | 488           | 0,8           |                |                |
| Andreas Kappelhoff         | FREIE WÄHLER               | 761           | 1,2           | 460            | 0,7            |
|                            | BIG                        |               |               | 11             | 0,0            |
|                            | ÖDP                        | 59            | 0,1           |                |                |
|                            | Volksabstimmung            | 34            | 0,1           |                |                |
|                            | MLPD                       | 10            | 0,0           |                |                |
|                            | DIE VIOLETTEN              | 22            | 0,0           |                |                |
|                            | Gesundheitsforschung       | 74            | 0,1           |                |                |
|                            | ZENTRUM                    | 21            | 0,0           |                |                |
|                            | DKP                        | 12            | 0,0           |                |                |
| Anna Löper                 | dieBasis                   | 696           | 1,1           | 548            | 0,9            |
|                            | DSP                        |               |               | 33             | 0,1            |
|                            | du.                        | 19            | 0,0           |                |                |
|                            | LIEBE                      | 69            | 0,1           |                |                |
|                            | FAMILIE                    | 142           | 0,2           |                |                |
|                            | neo                        | 32            | 0,1           |                |                |
|                            | Die Humanisten             | 49            | 0,1           |                |                |
|                            | PdF                        | 29            | 0,1           |                |                |
|                            | LfK                        | 55            | 0,1           |                |                |
|                            | Tierschutzpartei           | 554           | 0,9           |                |                |
|                            | Team Todenhöfer            | 53            | 0,1           |                |                |
|                            | Volt                       | 120           | 0,2           |                |                |

## Landtagswahl 2017
Wahlberechtigt waren 116.169 Einwohner. Die Wahlbeteiligung lag bei 64,1 %.
| Direktkandidat     | Partei   | Stimmen in % | Zweitstimmen in % |
| ------------------ | -------- | ------------ | ----------------- |
| Marlies Stotz      | SPD      | 34,8         | 31,7              |
| Jörg Blöming       | CDU      | 39,6         | 36,2              |
| Dagmar Hanses      | GRÜNE    | 4,4          | 4,9               |
| Christof Rasche    | FDP      | 10,3         | 12,6              |
| Wolfgang Schlunder | PIRATEN  | 1,1          | 0,8               |
| Michael Bruns      | Linke    | 4,8          | 4,3               |
| Harald Blankenhahn | AfD      | 5,0          | 6,9               |
| -                  | Sonstige | -            | 2,6               |

Neben dem Wahlkreisabgeordneten Jörg Blöming, der die bisherige Mandatsinhaberin Marlies Stotz (SPD) bezwingen konnte, und den Wahlkreis damit nach fünf Jahren für die CDU zurückeroberte, kamen auch diese über den Landeslistenplatz neun ihrer Partei sowie der FDP-Kandidat Christof Rasche, der auf Rang sieben der Landesliste der Freidemokraten kandidierte, in den Landtag. Die bisherige Grünen-Abgeordnete Dagmar Hanses schied hingegen aus dem Parlament aus, da ihr Landeslistenplatz 19 aufgrund der Verluste ihrer Partei nicht mehr ausreichte.

## 2012
Wahlberechtigt waren 116.899 Einwohner. Die Wahlbeteiligung lag bei 58,3 %.
| Direktkandidat    | Partei  | Stimmen in % | Zweitstimmen in % |
| ----------------- | ------- | ------------ | ----------------- |
| Marlies Stotz     | SPD     | 42,0         | 39,1              |
| Werner Lohn       | CDU     | 36,0         | 30,5              |
| Dagmar Hanses     | GRÜNE   | 6,4          | 8,7               |
| Christof Rasche   | FDP     | 6,5          | 8,9               |
| Manfred Weretecki | Linke   | 2,4          | 2,2               |
| Stefan Posdzich   | PIRATEN | 6,6          | 7,3               |
| Sonstige          | -       | -            | 3,3               |

## 2010
Wahlberechtigt waren 117.222 Einwohner. Die Wahlbeteiligung lag bei 57,6 %.
| Direktkandidat  | Partei  | Stimmen in % | Zweitstimmen in % |
| --------------- | ------- | ------------ | ----------------- |
| Werner Lohn     | CDU     | 41,8         | 38,2              |
| Marlies Stotz   | SPD     | 36,8         | 33,2              |
| Dagmar Hanses   | GRÜNE   | 7,6          | 9,8               |
| Christof Rasche | FDP     | 7,6          | 8,7               |
| Michael Bruns   | Linke   | 4,9          | 4,9               |
| Stefan Posdzich | PIRATEN | 1,3          | 1,4               |
| Sonstige        | -       | -            | 3,6               |

Damit ist Werner Lohn direkt gewählt. Marlies Stotz, Dagmar Hanses und Christof Rache zogen über die jeweiligen Landeslisten ihrer Parteien ebenfalls in den Landtag ein.

## 2005
Wahlberechtigt waren 107.513 Einwohner.
| Direktkandidat     | Partei | Stimmen in % |
| ------------------ | ------ | ------------ |
| Marlies Stotz      | SPD    | 33,9         |
| Werner Lohn        | CDU    | 48,8         |
| Christof Rasche    | FDP    | 8,7          |
| Wilhelm Rönnau     | GRÜNE  | 4,2          |
| Bernhard Juchhoff  | REP    | 1,3          |
| Dirk Heinrich Koch | PDS    | 0,8          |
| Michael Bruns      | WASG   | 2,3          |

## 2000
Wahlberechtigt waren 105.192 Einwohner.
| Direktkandidat        | Partei        | Stimmen in % |
| --------------------- | ------------- | ------------ |
| Marlies Stotz         | SPD           | 39,6         |
| Werner Lohn           | CDU           | 39,5         |
| Karl-Heinz Loske      | GRÜNE         | 5,1          |
| Christof Rasche       | FDP           | 11,7         |
| Klaus Dittmann        | REP           | 2,1          |
| Ute Lüchtefeld        | Naturgesetz   | 0,5          |
| Dirk Hoffmann         | PDS           | 0,8          |
| Johannes Josef Kleine | Unabh. Bürger | 0,6          |